# Kaj Hendriks
Kaj Hendriks (Wageningen, 19 de agosto de 1987) es un deportista neerlandés que compite en remo.
Participó en dos Juegos Olímpicos de Verano, obteniendo una medalla de bronce en Río de Janeiro 2016, en la prueba de ocho con timonel, y el quinto lugar en Londres 2012, en cuatro sin timonel.
Ganó dos medallas en el Campeonato Mundial de Remo, en los años 2013 y 2015, y tres medallas en el Campeonato Europeo de Remo entre los años 2013 y 2020.

## Palmarés internacional
| Juegos Olímpicos   | Juegos Olímpicos         | Juegos Olímpicos  | Juegos Olímpicos   |
| Año                | Lugar                    | Medalla           | Prueba             |
| ------------------ | ------------------------ | ----------------- | ------------------ |
| 2016               | Río de Janeiro (Brasil)  | Medalla de bronce | Ocho con timonel   |
| Campeonato Mundial |                          |                   |                    |
| Año                | Lugar                    | Medalla           | Prueba             |
| 2013               | Chungju (Corea del Sur)  | Medalla de oro    | Cuatro sin timonel |
| 2015               | Aiguebelette (Francia)   | Medalla de bronce | Ocho con timonel   |
| Campeonato Europeo |                          |                   |                    |
| Año                | Lugar                    | Medalla           | Prueba             |
| 2013               | Sevilla (España)         | Medalla de oro    | Cuatro sin timonel |
| 2017               | Račice (República Checa) | Medalla de bronce | Ocho con timonel   |
| 2020               | Poznań (Polonia)         | Medalla de bronce | Ocho con timonel   |